# Chromatomyia leptargyreae
Chromatomyia leptargyreae är en tvåvingeart som beskrevs av Griffiths 1976. Chromatomyia leptargyreae ingår i släktet Chromatomyia och familjen minerarflugor.
Artens utbredningsområde är Alberta. Inga underarter finns listade i Catalogue of Life.